# Dolichoderus thoracicus
Dolichoderus thoracicus är en myrart som först beskrevs av Smith 1860.  Dolichoderus thoracicus ingår i släktet Dolichoderus och familjen myror.

## Underarter
Arten delas in i följande underarter:
- D. t. bilikanus
- D. t. borneonensis
- D. t. emarginatus
- D. t. lacciperdus
- D. t. levior
- D. t. nasutus
- D. t. rufescens
- D. t. thoracicus